# Samje
Samje (tyb.: བསམ་ཡས་, Wylie: bSam yas; chiń.: 桑耶寺, pinyin: Sāngyé sì) – najstarszy klasztor buddyjski (gompa) na terenie Tybetu. Położony w dolinie o tej samej nazwie, nieopodal wioski Chatang, w prefekturze miejskiej Shannan, w Tybetańskim Regionie Autonomicznym.

## Historia
Zbudowany w czasach imperium tybetańskiego, za panowania króla Trisong Decena, ok. roku 779. Klasztor był jednym z głównych założeń planu ustanowienia buddyzmu w Tybecie religią państwową. Przekazy źródłowe informują o rytuale fundacyjnym, który polegał na zaoraniu złotym pługiem bruzdy dookoła placu budowy. Rytuał ten przypominał podobny, znany z europejskiego antyku, związany z założeniem Rzymu (Plutarch Romulus XI). Przyjmuje się, że mógł on być charakterystyczny dla ludów indoeuropejskich, a do Tybetu dotarł za sprawą indyjskiego mistrza Szantirakszity, przebywającego w tym czasie na tybetańskim dworze.
Początkowo do nowicjatu przyjęto siedmiu Tybetańczyków, których zobowiązano do tłumaczenia świętych, buddyjskich tekstów, a ze względu na silny sentyment ludności do rodzimej religii, również do prac nad tekstami bön. Jeszcze za rządów Trisong Decena, w klasztorze odbył się słynny sobór z udziałem wielkich nauczycieli, który miał zdecydować o kontynuowaniu w Tybecie jednej z wielkich tradycji, chińskiej lub indyjskiej.

## Architektura
Samje zbudowano na wzór nieistniejącego już, indyjskiego klasztoru Odantapuri w Biharze w Indiach. Budynek zaprojektowano na planie mandali, z wielką świątynią Utse w centrum (Utse Rigsum Tsuklakang) i otoczono zabudową klasztorną. Całość okalał mur z czterema bramami. Każde z trzech pięter świątyni głównej, wykończono w trzech różnych tradycjach architektonicznych, indyjskiej, chińskiej i tybetańskiej.
Klasztor był wielokrotnie niszczony przez katastrofy naturalne, w tym pożary i trzęsienia ziemi. Uznawany jest jednak za wierny pierwowzorowi, ze względu na charakterystyczną dla Tybetańczyków skłonność do wiernego odtwarzania ewentualnych ubytków. W trakcie chińskiej rewolucji kulturalnej Samje zaadaptowano na zabudowania spółdzielni rolniczej i przypuszczalnie dlatego ucierpiał znacznie mniej, niż wiele innych tybetańskich miejsc kultu w tym czasie.